# Caphornia colima
Caphornia colima är en fjärilsart som beskrevs av William Schaus 1898. Caphornia colima ingår i släktet Caphornia och familjen nattflyn. Inga underarter finns listade i Catalogue of Life.